# 금송역
금송역(金松驛)은 조선민주주의인민공화국 함경북도 길주군에 위치한 평라선의 철도역이다.

## 역사
- 1927년 12월 1일 : 영업 개시[1]